# Deidamia (opéra)

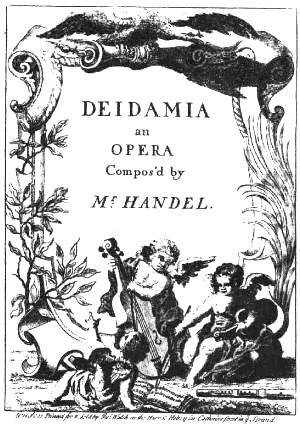
Georg Friedrich Haendel, Deidamia, page de titre du livret.

Deidamia est le dernier opéra de Georg Friedrich Haendel, dont le livret en italien fut rédigé par Paolo Antonio Rolli, d'après Achille in Sciro d'Ercole Bentivoglio, précédemment utilisé par Legrenzi en 1663, puis par Métastase, utilisé à l'origine par Antonio Caldara à Vienne en 1736.

## Représentation
La première représentation eut lieu le 10 janvier 1741 au Lincoln's Inn Fields Theatre, à Londres. L'opéra n'a été représenté que trois fois, du fait en grande partie de la lassitude du public pour l'opéra italien. C'est ainsi que Haendel se concentra par la suite à ses oratorios chantés en anglais. Un second souffle a été donné à cet opéra dans les années 1950 et il est de temps à autre remis en scène.

## Distribution
| Rôle                                              | Pupitres  | Première, 10 janvier 1741 |
| ------------------------------------------------- | --------- | ------------------------- |
| Deidamia (Déidamie), fille de Lycomède            | soprano   | Élisabeth Duparc          |
| Nerea, ami de Déidamie                            | soprano   | Signora Monza             |
| Achille, en habits de femme, sous le nom de Pirra | soprano   | Miss Edwards              |
| Ulisse, Roi d'Ithaque, sous le nom d'Antiloco     | contralto | Signor Andreoni           |
| Fenice, Roi d'Argos                               | basse     | William Savage            |
| Licomede, Roi de Skyros                           | basse     | Henry Reinhold            |

## Argument
L'opéra se fonde sur le personnage mythologique de Déidamie, la fille du roi Lycomède de Skyros.

## Discographie
- Deidamia - Simone Kermes, Dominique Labelle, Anna Maria Panzarella, Anna Bonitatibus, Furio Zanasi, Antonio Abete - Il Complesso Barocco dir. Alan Curtis - 3 CD EMI Records (2009)

## Source
- (en) Cet article est partiellement ou en totalité issu de l’article de Wikipédia en anglais intitulé « Deidamia (opera) » (voir la liste des auteurs).